# Grdina
Grdina – wieś w Słowenii, w gminie Majšperk. W 2018 roku liczyła 115 mieszkańców.